# Регистан (Самарканд)

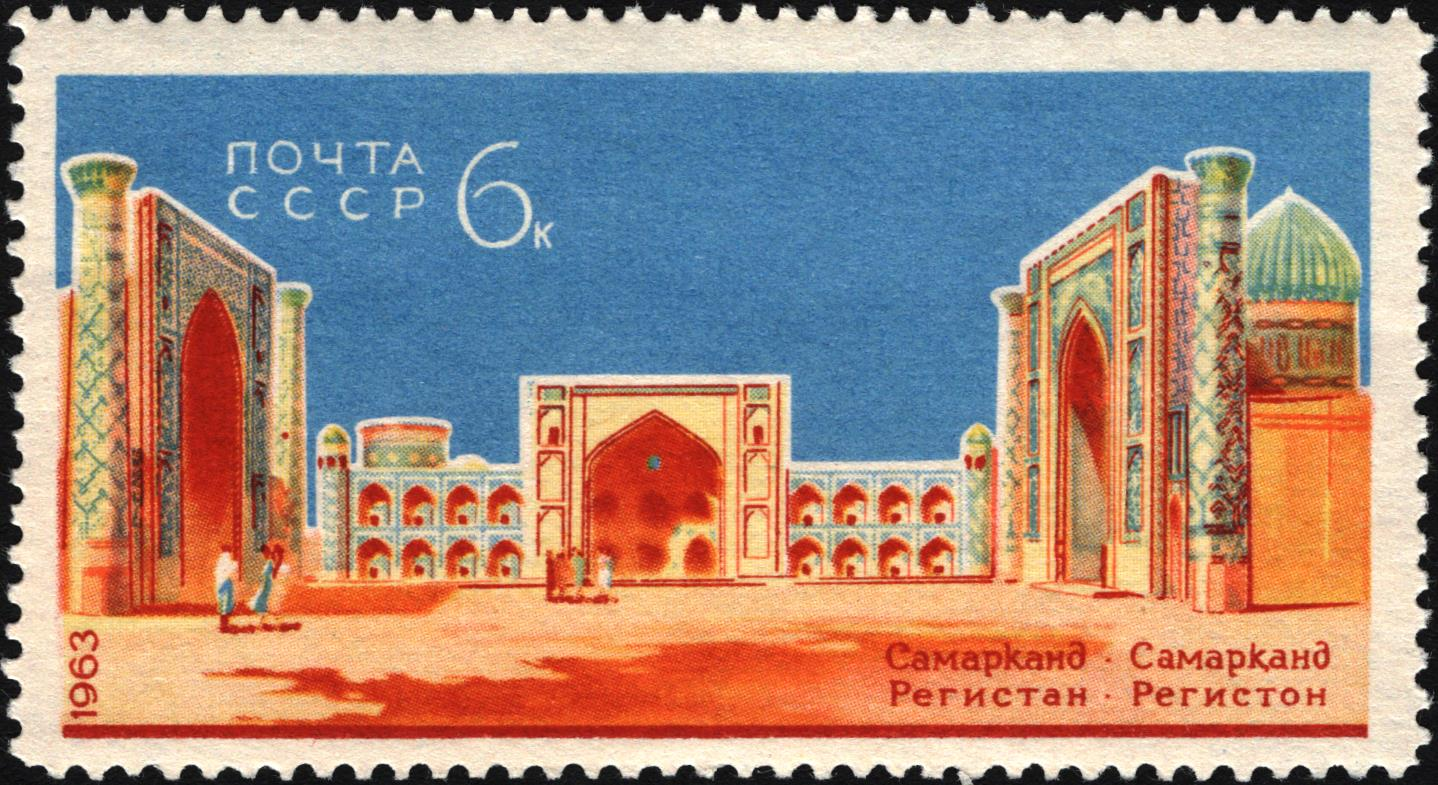
Регистан. Почтовая марка СССР 1963 года

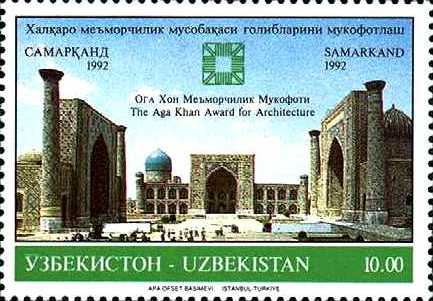
Регистан. Почтовая марка Узбекистана 1992 года

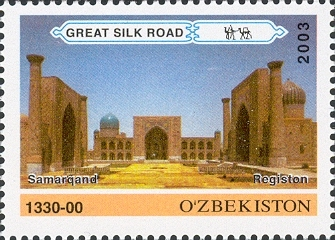
Регистан. Почтовая марка Узбекистана 2003 года

Регистан (узб. Registon / Регистон; от перс. рег — песок и стан — место; буквально — место, покрытое песком) — площадь в центре Самарканда. «Регистаном» называли главные площади в городах Среднего Востока. Самаркандская площадь является самым известным регистаном благодаря расположенному на ней знаменитому архитектурному ансамблю XV—XVII веков, центром которого являются медресе Улугбека (1417—1420 гг.), медресе Шердор (1619—1636 гг.) и медресе Тилля-Кари (1646—1660 гг.). Ансамбль из трёх медресе является уникальным примером искусства градостроительства и замечательным образцом архитектурного оформления главной площади города. Является одним из ярчайших примеров исламской архитектуры. В 2001 году этот ансамбль вместе с другими древними историческими зданиями Самарканда был включён в Список Всемирного наследия ЮНЕСКО.

## Медресе Улугбека

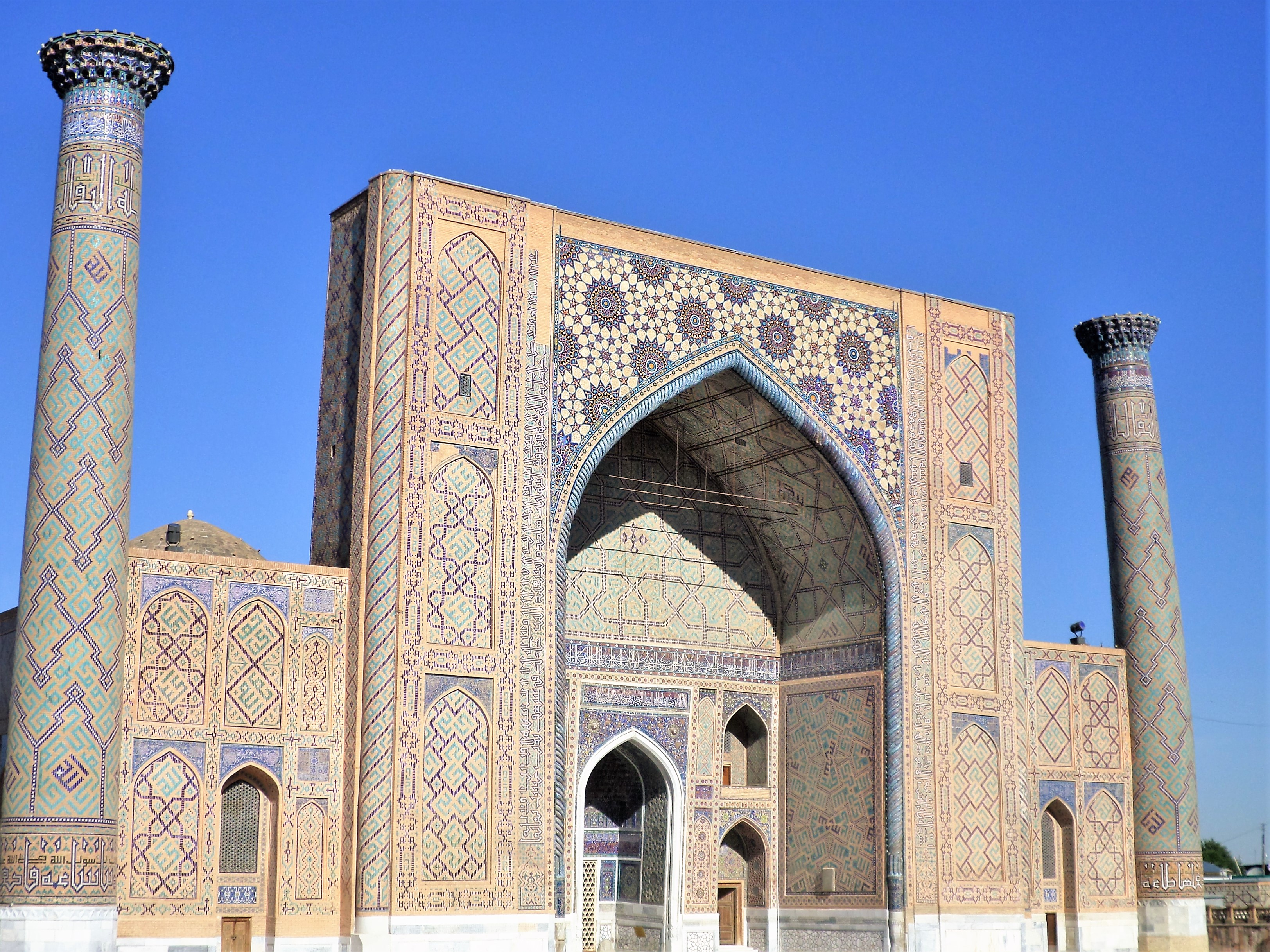
Медресе Улугбека на площади Регистан

Медресе Улугбека является старейшим медресе на площади Регистан и было возведено в 1417—1420 гг. правителем государства Тимуридов и учёным-астрономом Улугбеком. Возведение этого сооружения, а чуть позже и обсерватории, принесло Самарканду славу одного из главных центров науки средневекового Востока.
Медресе было построено в западной части площади Регистан, напротив него несколькими годами позже была возведена ханака Улугбека, а северная сторона была занята караван-сараем. Два последних сооружения простояли около двух столетий, а потом на их месте в начале XVII века появились дошедшие до наших дней медресе Шердор и медресе Тилля-Кари.
Прямоугольное в плане медресе имело четыре айвана и квадратный внутренний двор, по периметру которого были расположены глубокие ниши, ведущие в двухъярусные кельи, где жили студенты. Задняя сторона двора была занята мечетью, над угловыми учебными аудиториями медресе возвышались четыре купола, а по углам здания располагались четыре минарета. Здание обращено к площади величественным восточным порталом с высокой стрельчатой аркой, над которой находится мозаичное панно с геометрическим орнаментом, выполненное из цветных кирпичиков, поливной и резной керамики.
Медресе Улугбека было одним из лучших духовных университетов мусульманского Востока XV века. По преданию, в нём обучался знаменитый поэт, учёный и философ Абдурахман Джами. В учебном заведении читались лекции по математике, геометрии, логике, естественным наукам, сводам учений о человеке и мировой душе и богословию и читали их известные учёные того времени: Кази-заде ар-Руми, Аль-Каши, Аль-Кушчи, а также сам Улугбек.

## Медресе Шердор

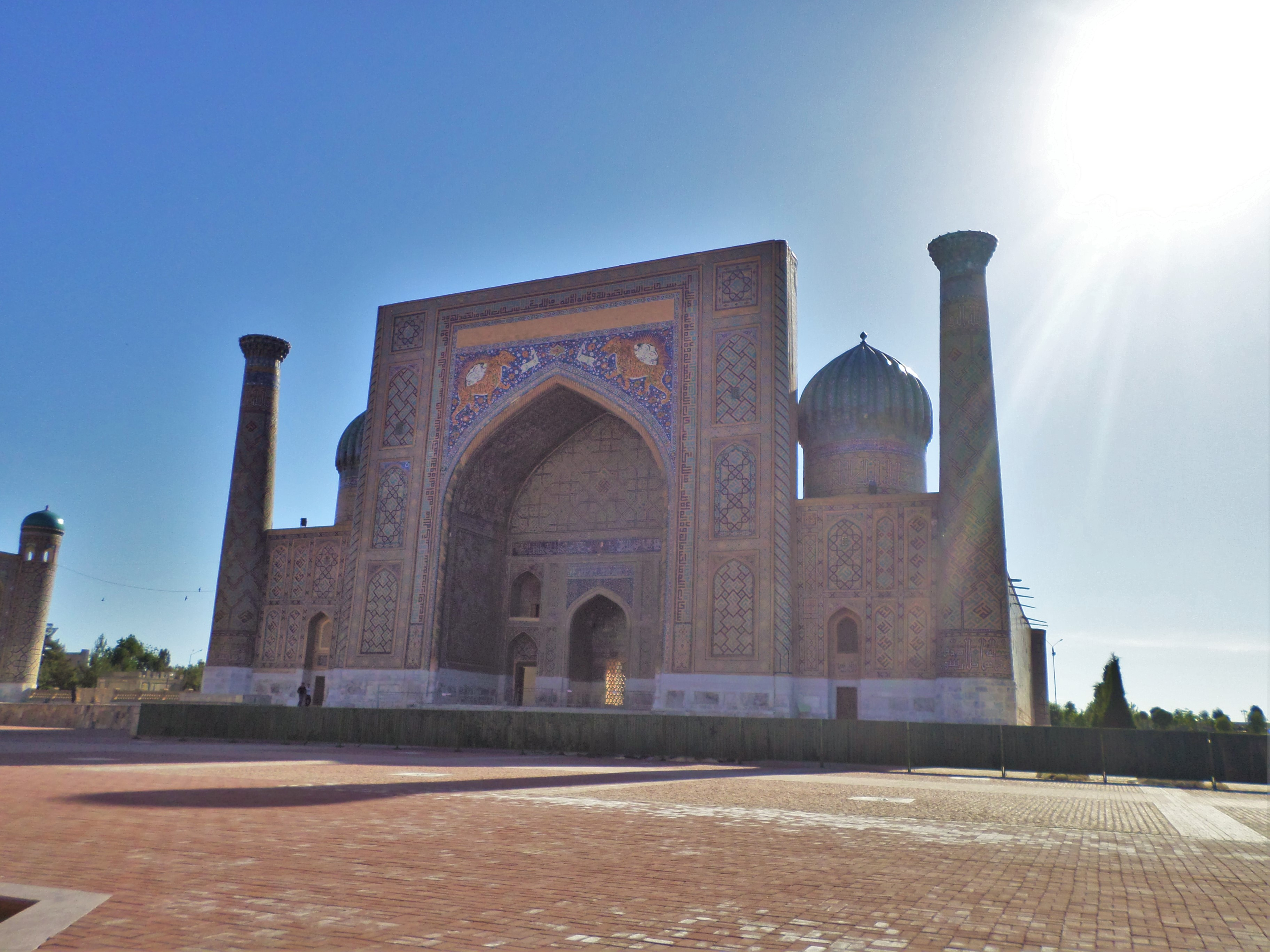
Медресе Шердор

Фрагмент мозаики на портале медресе Шердор с изображением барса с солнцем на спине

Медресе Шердор было построено на месте ханаки Улугбека, возникшей в 1424 г. в восточной части площади напротив медресе Улугбека. К началу XVII века ханака наряду с другими зданиями площади обветшала и пришла в негодность. По распоряжению узбекского правителя Самарканда Ялангтуша Бахадура было начато строительство медресе Шердор и Тилля-Кари. Медресе Шердор (медресе «с тиграми», «Обитель львов») было возведено зодчим по имени Абдул-Джаббар, мастер декора Мухаммед Аббас.
Медресе Шердор почти зеркально повторяет стоящее напротив медресе Улугбека, хотя и в искажённых пропорциях. Его отличает непомерно большой по размеру купол, что могло послужить причиной постепенного разрушения здания уже через несколько десятков лет после его сооружения. Стены медресе покрыты цитатами из Корана, на входном портале изображён герб Самарканда — барсы с солнцем на спине, в центре арки помещена свастика, а наверху особым арабским шрифтом записано «Господь Всемогущ!». Украшение наружных и внутренних фасадов выполнены из глазурованного кирпича, мозаичных наборов и росписей с обилием позолоты. Отделка медресе Шердор заметно уступает в изысканности медресе Улугбека, возведённому в XV веке, на который пришелся «золотой век» архитектуры Самарканда. Тем не менее, гармония больших и малых форм, изящный рисунок мозаики, монументальность, чёткость симметрии — все это ставит медресе в один ряд с лучшими архитектурными памятниками города.
Символ льва и солнца пришёл из тюркской сельджукидской традиции (XII век). Он встречается на монетах тюркской династии Сельджукидов, откуда был заимствован монголами, а позднее Тамерланом и его потомками — бабуридами Индии. Это был астрологический и зодиакальный символ.

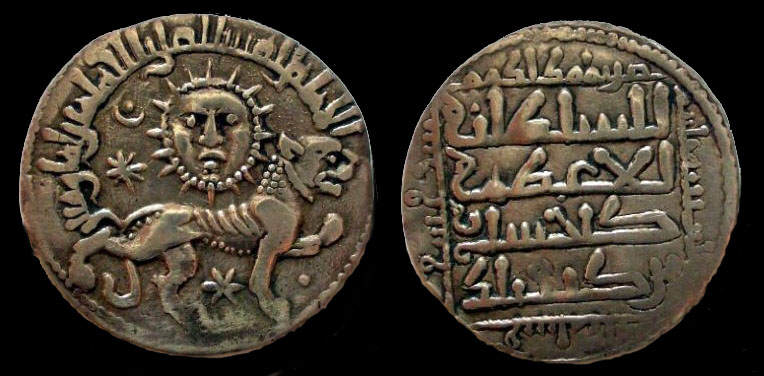
Монета сельджукида Кей-Хосрова II, Сивас, AH 638/AD 1240-1
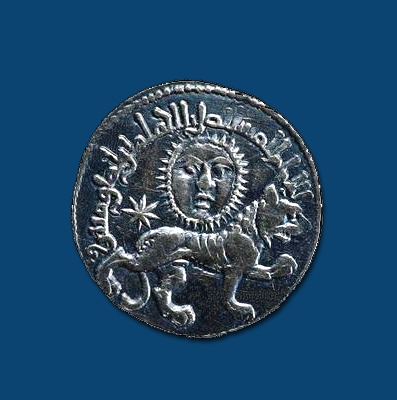
Сельджукидская монета
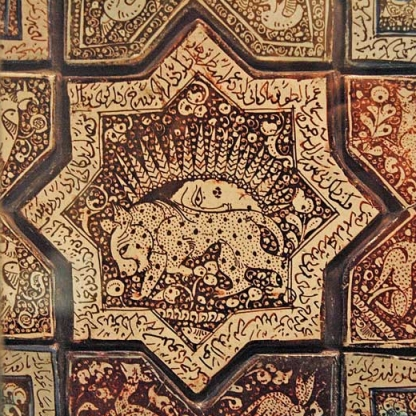
Монголы-Ильханиды, Дамган, Иран начало XIV века
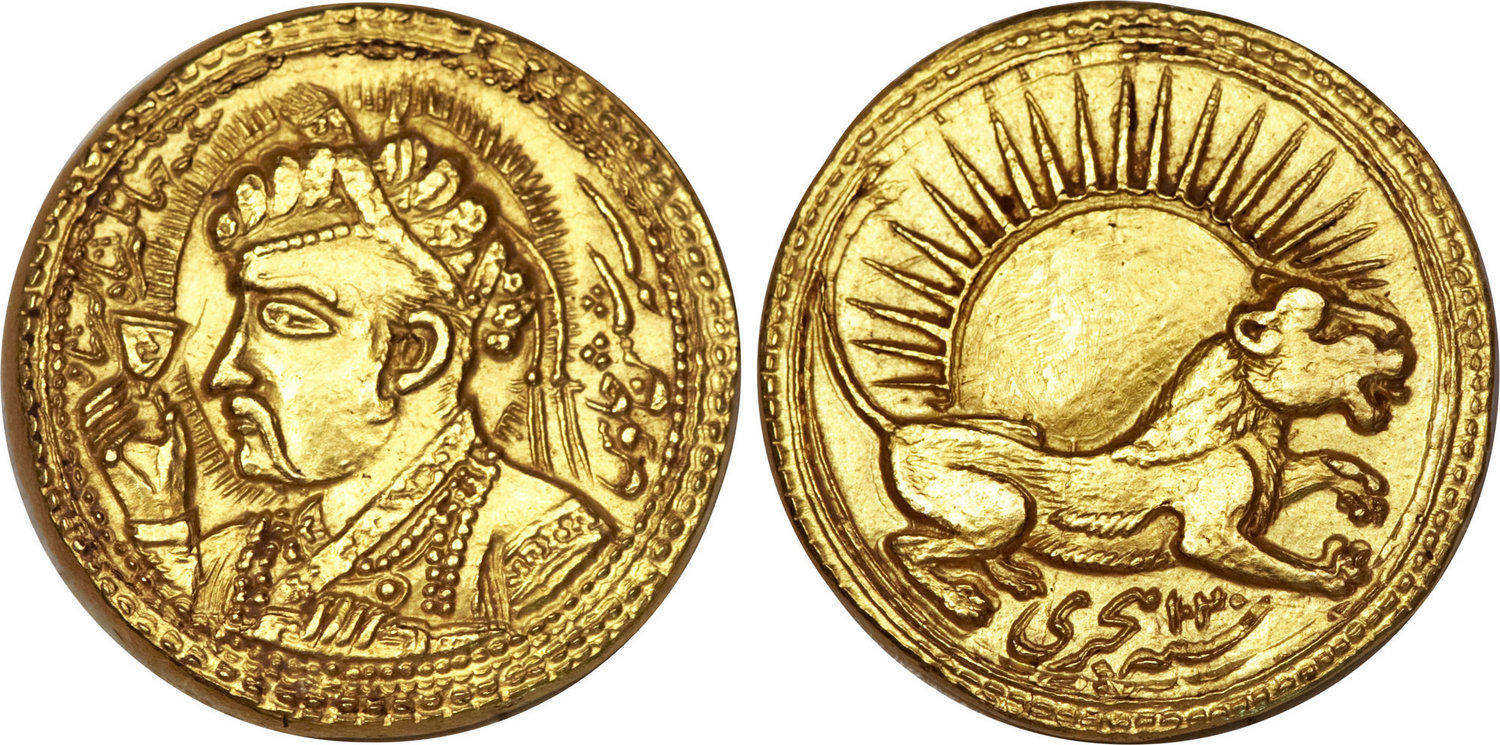
Памятная монета бабурида Джахангира от 1611 года

## Медресе Тилля-Кари

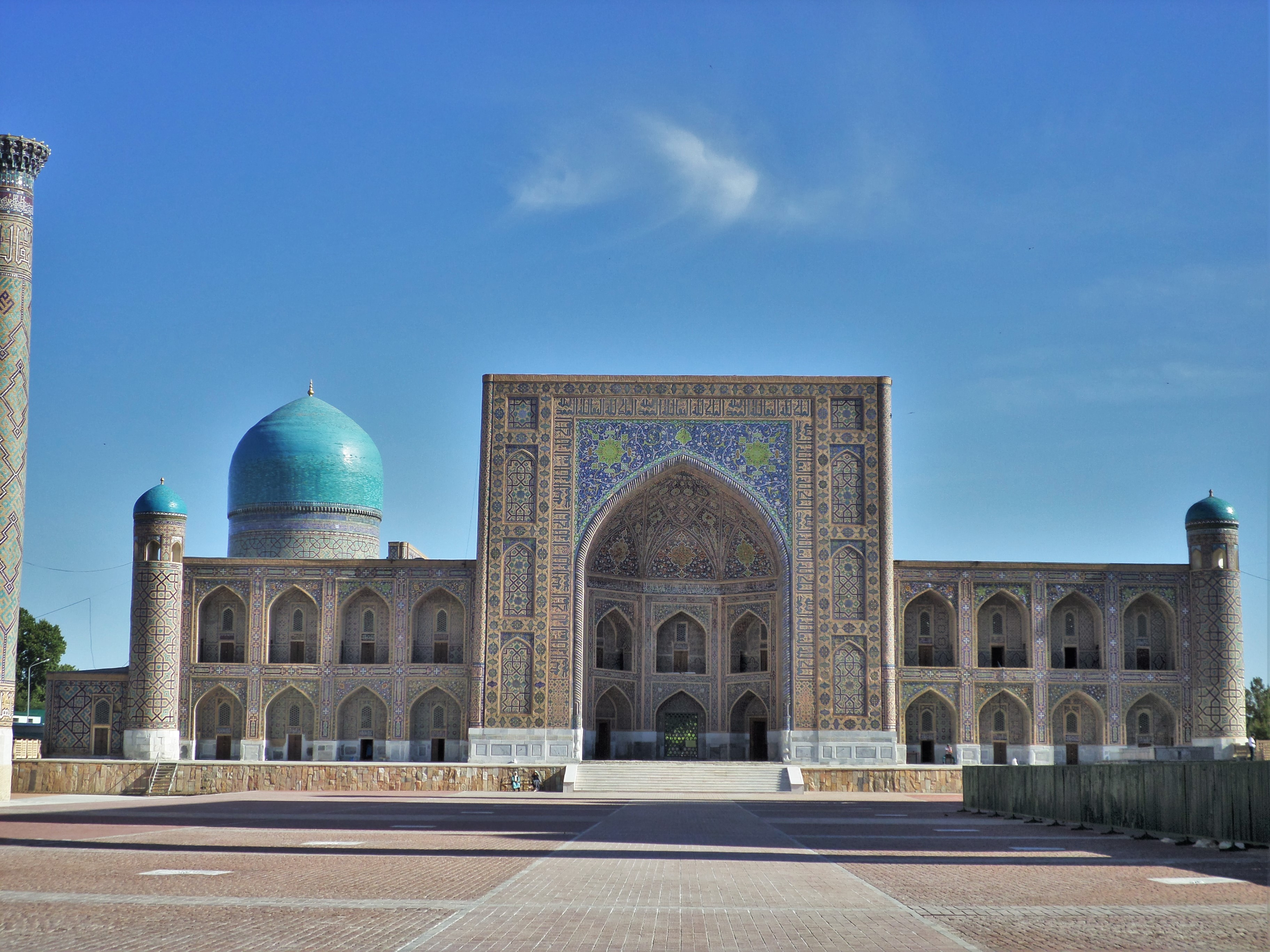
Медресе Тилля Кари

Медресе Тилля-Кари было возведено в северной части площади через десять лет после медресе Шердор на месте караван-сарая 1420-х годов. Главный фасад квадратного в плане здания симметричен и состоит из центрального портала и двухъярусных фронтальных крыльев с арочными нишами и угловыми башнями. Просторный двор застроен по периметру небольшими жилыми кельями, худжрами. С западной стороны двора расположено купольное здание мечети с двумя смежными галереями на столбах.
Здание медресе богато отделано мозаикой и майоликой с геометрическим и растительным орнаментом. В декорации интерьера обильно использована позолота, что и дало название медресе, означающее — «отделанное золотом». В мечети позолочены михраб и минбар, поверхность стен и сводов покрыты росписью кундаль с обильным применением золота.
На протяжении всей своей истории медресе Тилля-Кари было не только местом обучения студентов, но и выполняло роль соборной мечети.

## Другие сооружения

### Дахма Шейбанидов

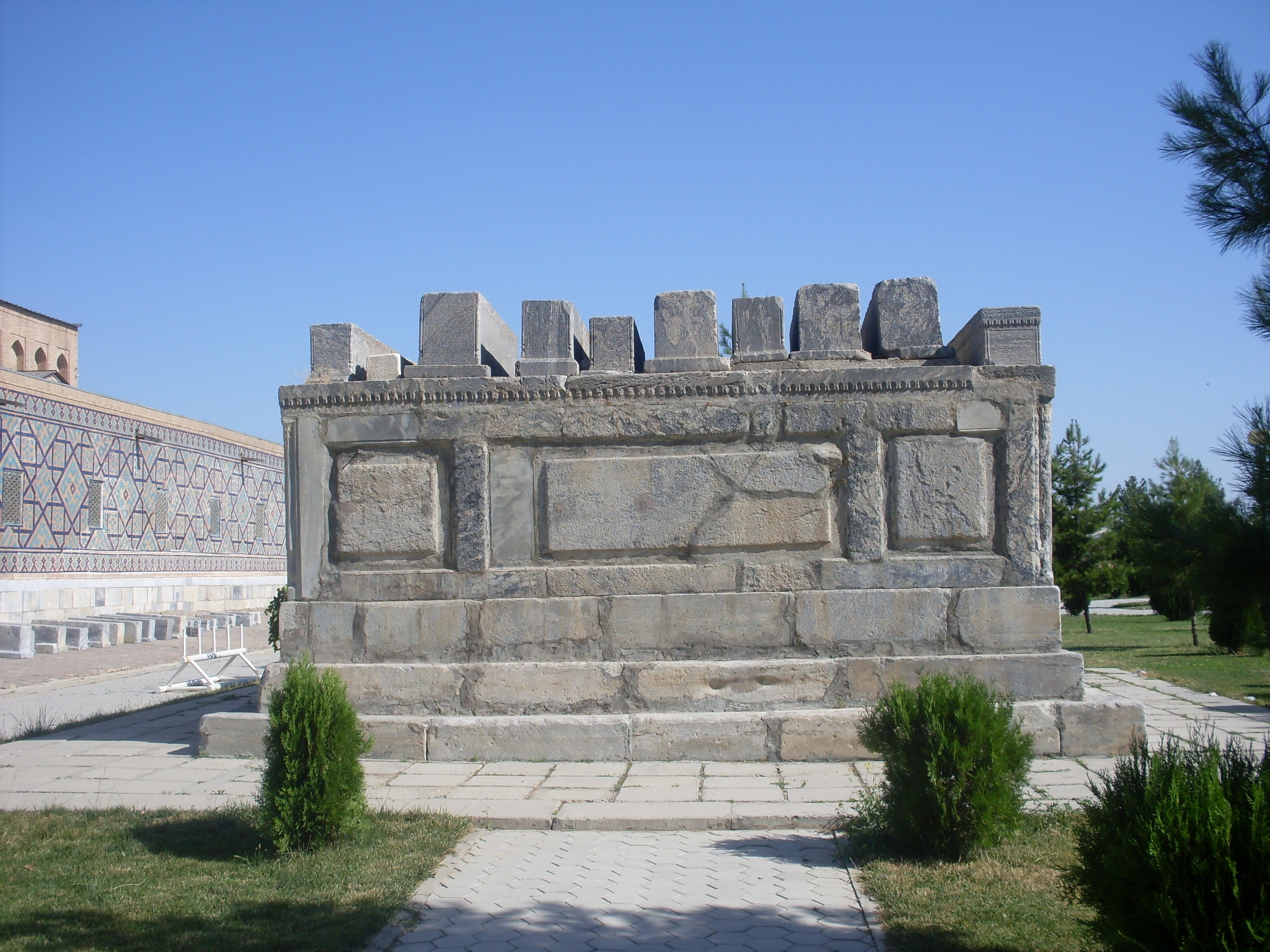
Мавзолей Шейбанидов

К востоку от медресе Тилля-Кари расположена дахма Шейбанидов, представляющая собой нагромождение надгробий, старейшее из которых относится к XVI веку. Основателем державы Шейбанидов был внук Абул Хаира, Мухаммед Шейбани, который в 1500 году завоевал Самарканд и Бухару, свергнув правивших там последних правителей из династии Тимуридов. После этого Шейбани в 1503 году захватил Ташкент. В 1506 году он захватил Хиву и в 1507 году напал на Мерв (Туркменистан), восточную Персию и западный Афганистан. Шейбаниды остановили наступление Сефевидов, которые в 1502 году завоевали Аккойунлу (Иран). Мухаммад Шейбани был лидером кочевых узбеков. Дахма Шибанидов представляет собой погребальное сооружение в виде прямоугольной призмы. Вид особой семейной усыпальницы (дахмы) эти могилы приобрели по распоряжению невестки Шейбани-хана — жены его сына Темур Султана — Михр Султан ханым. Позже были похоронены Хамза Султан (1511 г.), Махди Султан (1511 г.), дочь Шейбанихана Шахрбану ханым (1536 г.) и другие представители династии Шибанидов. Самое позднее надгробие датируется 1586 г. Первоначально Шейбаниды были похоронены в дахме по улице Ташкентская, но в 1870-х гг. она была разрушена по приказу властей, и надгробия переносили два раза, в последний раз перенесли на территорию Регистана.

### Торговый купол Чорсу

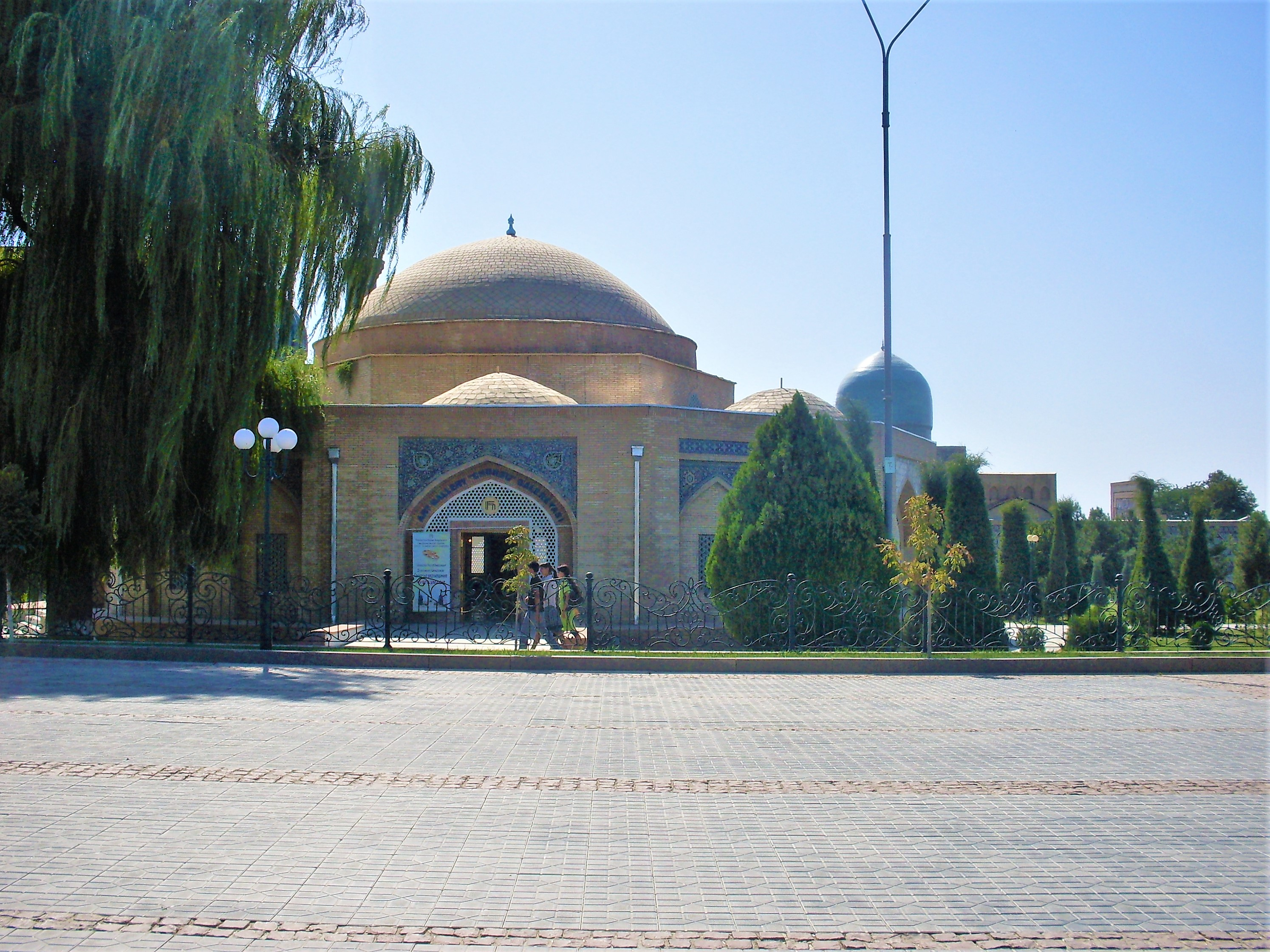
Торговый купол Чорсу

Позади медресе Шердор расположен древний торговый купол Чорсу, подтверждающий статус площади Регистан как торгового центра средневекового Самарканда. Дошедшее до наших дней шестигранное купольное здание было построено в XV веке, а в во второй половине XVIII века перестроено по приказу хокима Самарканда, будущего бухарского эмира из узбекского рода мангыт эмира Шахмурада.
В 2005 г. торговый купол был отреставрирован, при этом был счищен трёхметровый слой грунта, чтобы восстановить полную высоту здания. Сейчас в нём расположена галерея изобразительного искусства, где выставлены работы узбекских художников и скульпторов.

## Галерея

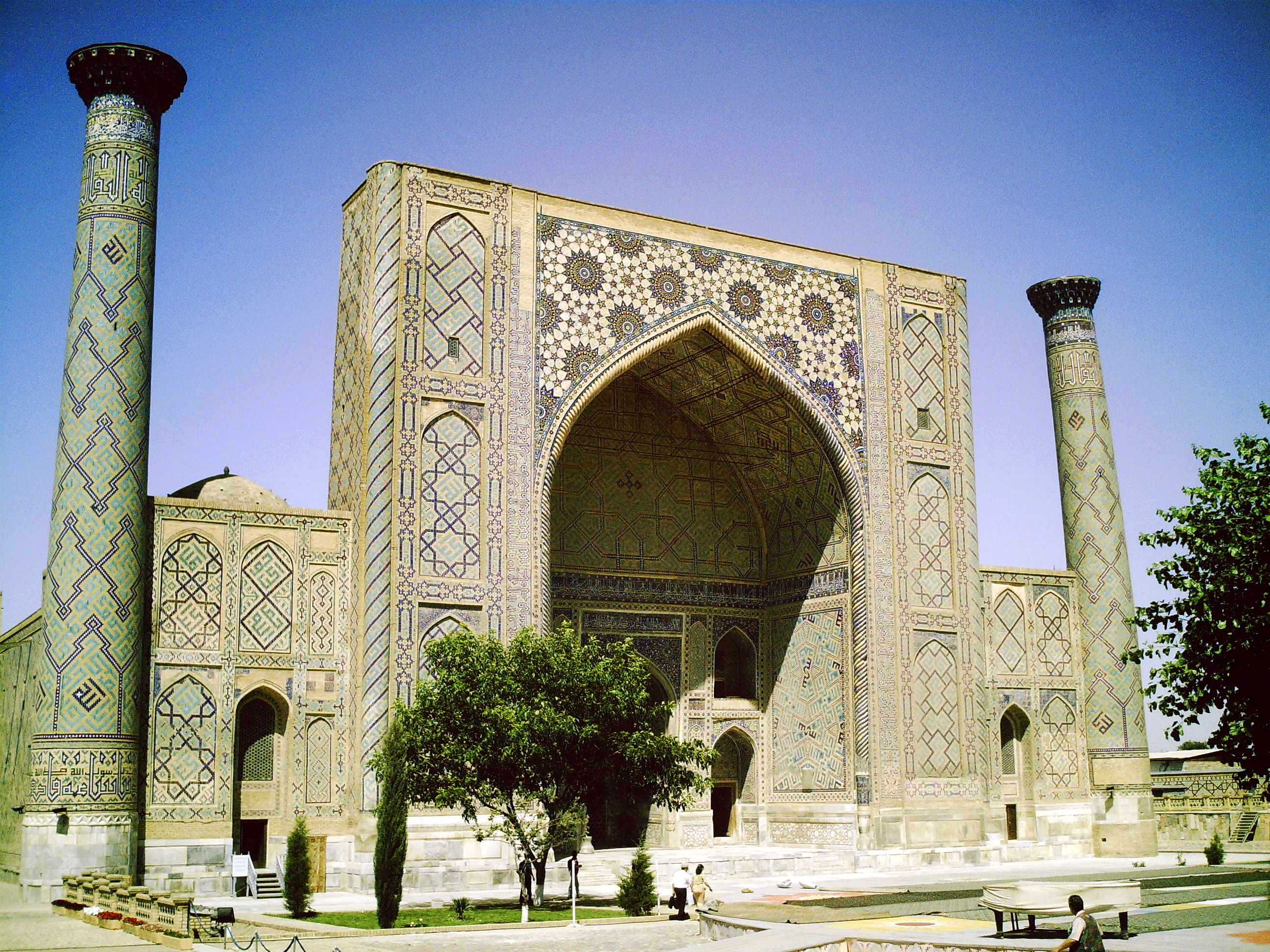
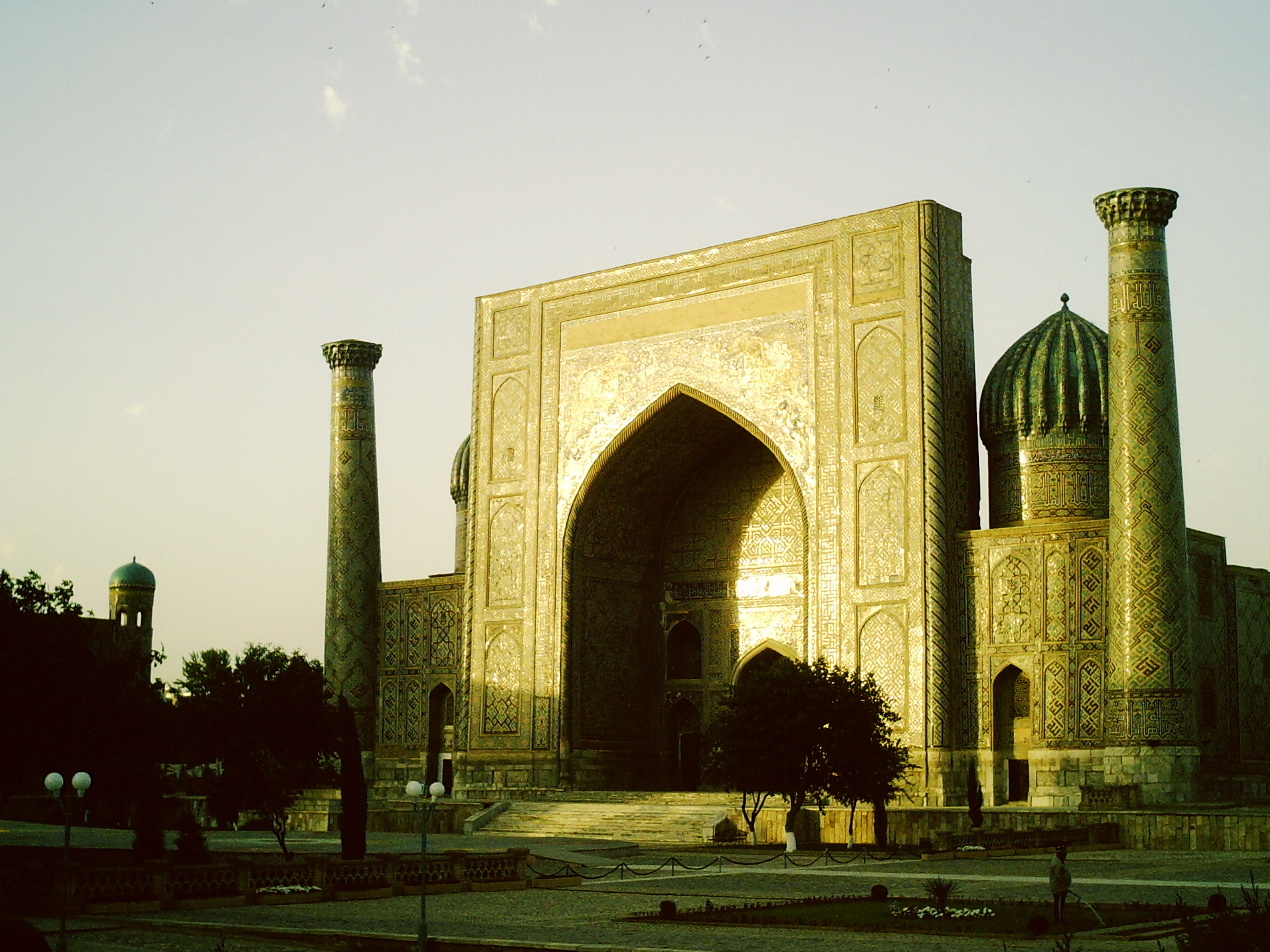
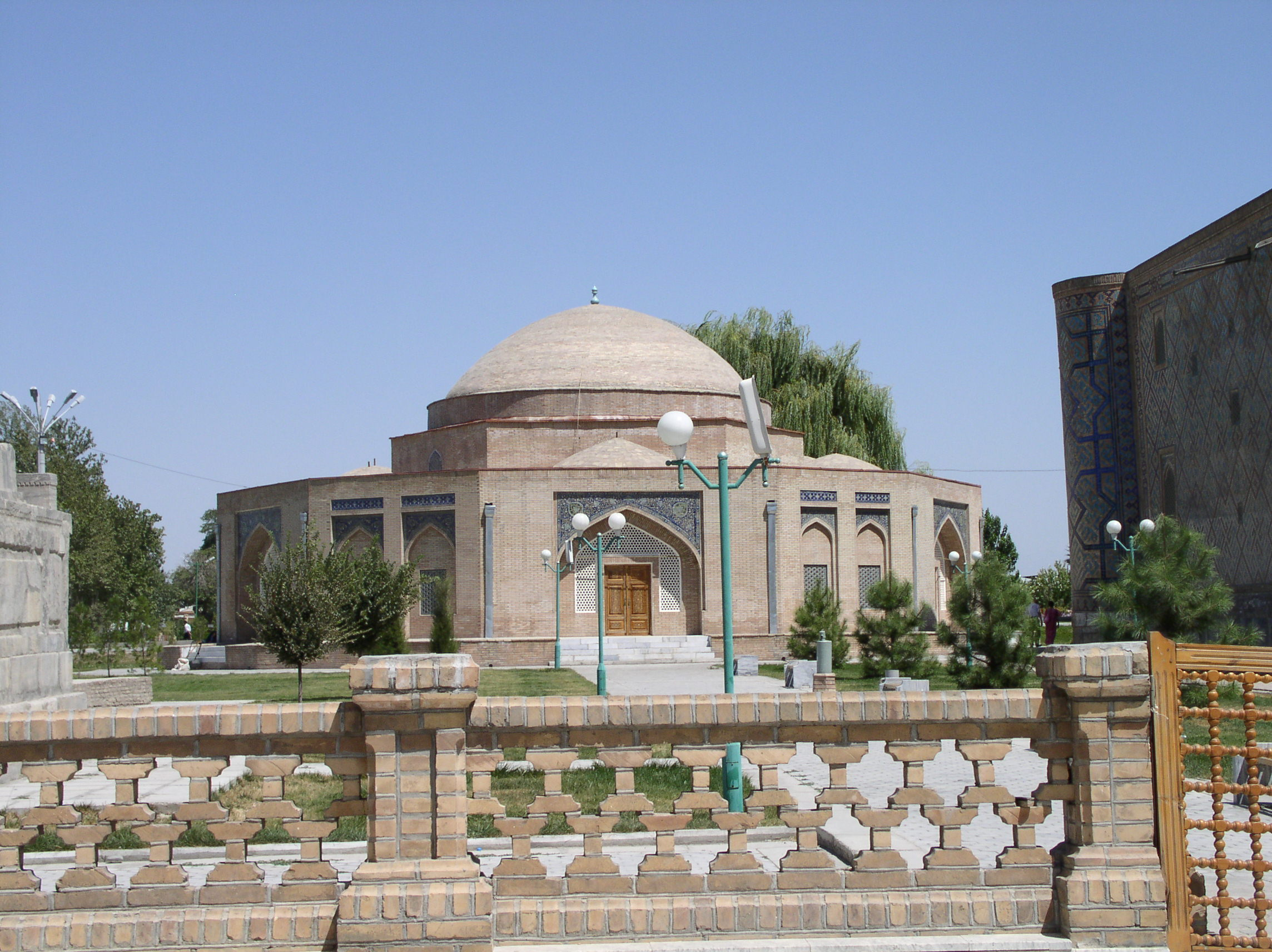
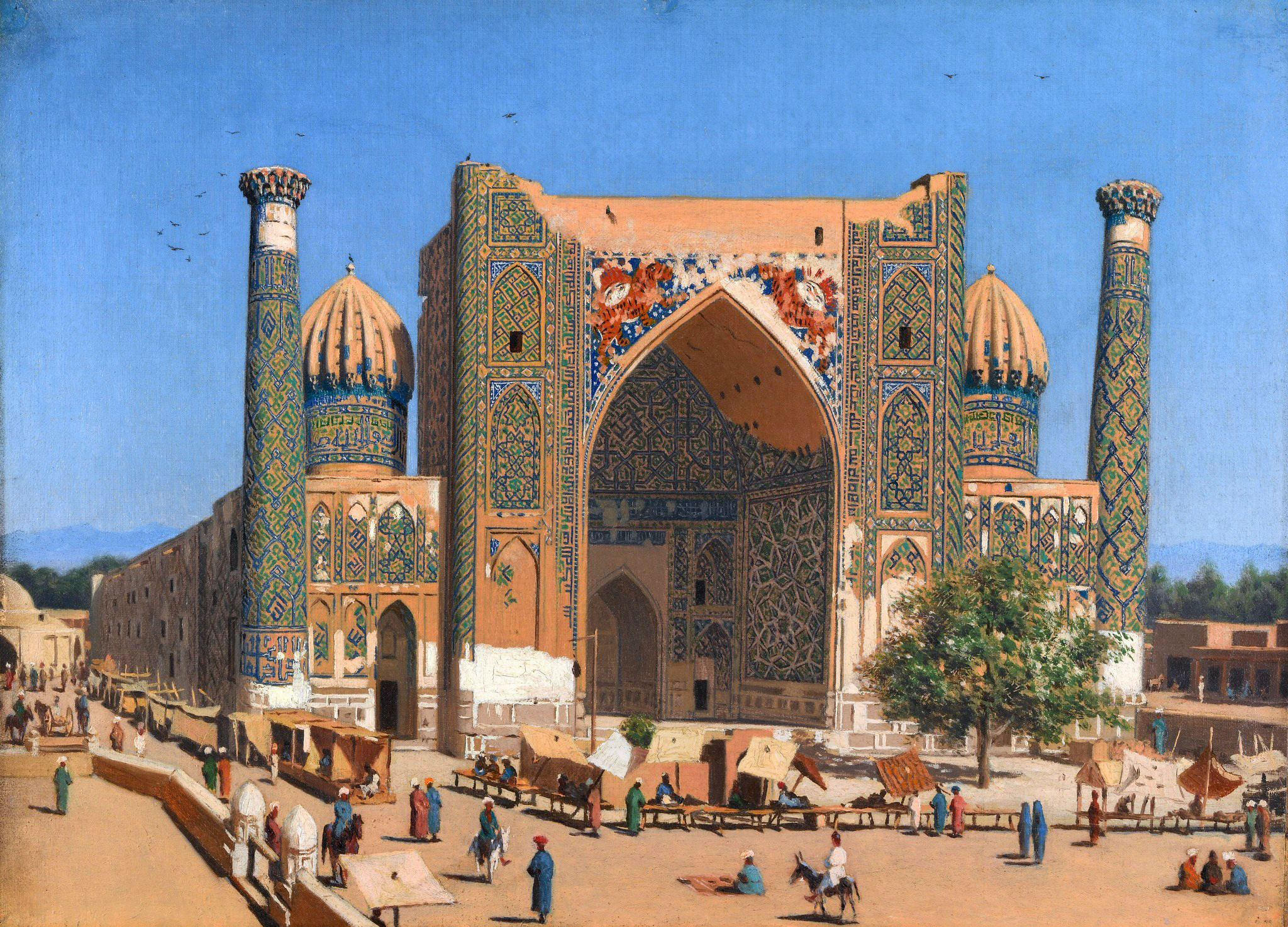
Медресе Шер-Дор на площади Регистан в Самарканде. Картина Верещагина В. В. (1869—1870 годы)

## Регистан в нумизматике
- В 1989 году в СССР отчеканена юбилейная монета номиналом 5 рублей, посвященная Регистану.